# Kjell Eeg
Kjell Eeg (24 settembre 1910 – 2 dicembre 1991) è stato un calciatore norvegese, di ruolo attaccante.

## Carriera

### Club
Eeg giocò con la maglia del Djerv.

### Nazionale
Conta una presenza per la Norvegia. Il 7 novembre 1937, infatti, fu in campo nel pareggio per 3-3 contro l'Irlanda.